# Bucculatrix ceanothiella
Bucculatrix ceanothiella är en fjärilsart som beskrevs av Braun 1918. Bucculatrix ceanothiella ingår i släktet Bucculatrix och familjen kronmalar. Inga underarter finns listade i Catalogue of Life.